# Heidenheimer SB/Daten, Namen, Zahlen
Dieser Artikel dient der Darstellung ergänzender Listen zum Heidenheimer SB, die im Hauptartikel stören.

## Persönlichkeiten

### Erste Vorsitzende
| Erster Vorsitzender            | von  | bis  |
| ------------------------------ | ---- | ---- |
| Christian Ludwig Gotthilf Blum | 1846 | 1850 |
| Albert Beck                    | 1850 | 1852 |
| Schwarz                        | 1861 | 1862 |
| Ziegler                        | 1862 | 1863 |
| Louis Wullen                   | 1864 | 1864 |
| Ziegler                        | 1865 | 1865 |
| Fritz                          | 1866 | 1866 |
| Heinrich Rösle                 | 1866 | 1868 |
| Ernst Balz                     | 1868 | 1873 |
| Heinrich Schüle                | 1873 | 1877 |
| Ernst Balz                     | 1878 | 1879 |
| Albert Hartmann                | 1880 | 1890 |
| Hermann Schramm                | 1891 | 1903 |
| Gustav Wiedenmann              | 1904 | 1918 |
| Gottlob Rehn                   | 1919 | 1933 |
| Hugo Streppel                  | 1934 | 1945 |
| Emil Martin                    | 1946 | 1948 |
| Hugo Streppel                  | 1949 | 1957 |
| Elmar Doch                     | 1957 | 1968 |
| Hanns Rau                      | 1969 | 1993 |
| Hans Langenbucher              | 1993 | 2004 |
| Volker Wiedenmann              | 2004 | 2019 |
| Edgar Klaiber                  | 2019 | 2020 |
| Jörg Schneider                 | 2020 |      |

### Olympiateilnehmer
| Sportler           | Sportart | Platzierung           | Platzierung      | Platzierung         | Platzierung         | Platzierung              | Platzierung                  | Platzierung           | Platzierung                | Platzierung               | Platzierung         | Platzierung         |
| ------------------ | -------- | --------------------- | ---------------- | ------------------- | ------------------- | ------------------------ | ---------------------------- | --------------------- | -------------------------- | ------------------------- | ------------------- | ------------------- |
| Heini Weber        |          | Helsinki 1952 Vierter |                  |                     |                     |                          |                              |                       |                            |                           |                     |                     |
| Paul Gnaier        |          |                       | Rom 1960 Fünfter | Tokio 1964 Sechster | Mexiko 1968 Vierter |                          |                              |                       |                            |                           |                     |                     |
| Franz Rompza       |          |                       |                  | Tokio 1964 Siebter  | Mexiko 1968 Vierter |                          |                              |                       |                            |                           |                     |                     |
| Arnd Schmitt       |          |                       |                  |                     |                     | Seoul 1988 Olympiasieger | Barcelona 1992 Olympiasieger | Atlanta 1996 Vierter  | Sydney 2000 Fünfter        |                           |                     |                     |
| Birgit Beyer       | Hockey   |                       |                  |                     |                     |                          |                              | Atlanta 1996 Sechster | Sydney 2000 Siebter        |                           |                     |                     |
| Imke Duplitzer     |          |                       |                  |                     |                     |                          |                              | Atlanta 1996          | Sydney 2000 Sechster       | Athen 2004 Olympiazweiter | Peking 2008 Fünfter | London 2012 Fünfter |
| Ralf Bißdorf       |          |                       |                  |                     |                     |                          |                              |                       | Sydney 2000 Olympiazweiter |                           |                     |                     |
| Panagiotis Sikaras | Baseball |                       |                  |                     |                     |                          |                              |                       |                            | Athen 2004                |                     |                     |
| Ricarda Multerer   |          |                       |                  |                     |                     |                          |                              |                       |                            |                           |                     | London 2012 Fünfter |
| Monika Sozanska    |          |                       |                  |                     |                     |                          |                              |                       |                            |                           |                     | London 2012 Fünfter |

### Herausragende Sportler
| Name         | Erfolge                        |
| ------------ | ------------------------------ |
| Andreas Jung | Teilnehmer Ironman Hawaii 2018 |

### International erfolgreiche Junioren- und Seniorensportler
| Name                      | Sportart                | Erfolg                              | Jahr |
| ------------------------- | ----------------------- | ----------------------------------- | ---- |
| Martina Radecke           | Florett                 | Vizeweltmeister, U17                | 1980 |
| Willi Kiener              | Hammerwurf              | Europameister, AK 40                | 1981 |
| Silke Epple/Norbert Skoda | Rollkunstlauf           | Europameisterschaftsteilnehmer, U17 | 1984 |
| Maya Kuchenbecker         | Basketball              | Europameisterschaftsteilnehmer, U16 | 1987 |
| Mali Berger               | 4-mal-100-Meter-Staffel | Europameister, AK 50                | 1990 |
| Günter Biskup             | Judo                    | Vizeeuropameister, AK 50            | 2007 |
| Eric Betz                 | Florett                 | Vizeeuropameister, U17              | 2011 |
| Alexandra Ehler           | Degen                   | Europameister, U17                  | 2015 |
| Anna Hornischer           | Degen                   | Europameister, U17                  | 2015 |
| Kristin Werner            | Degen                   | Europameister, U17                  | 2015 |
| Vanessa Riedmüller        | Degen                   | Europameisterschaftsdritte, U23     | 2017 |
| Lea Mayer                 | Degen                   | Weltmeisterschaftsteilnehmer, U17   | 2019 |

## Veranstaltungen

### Fechten

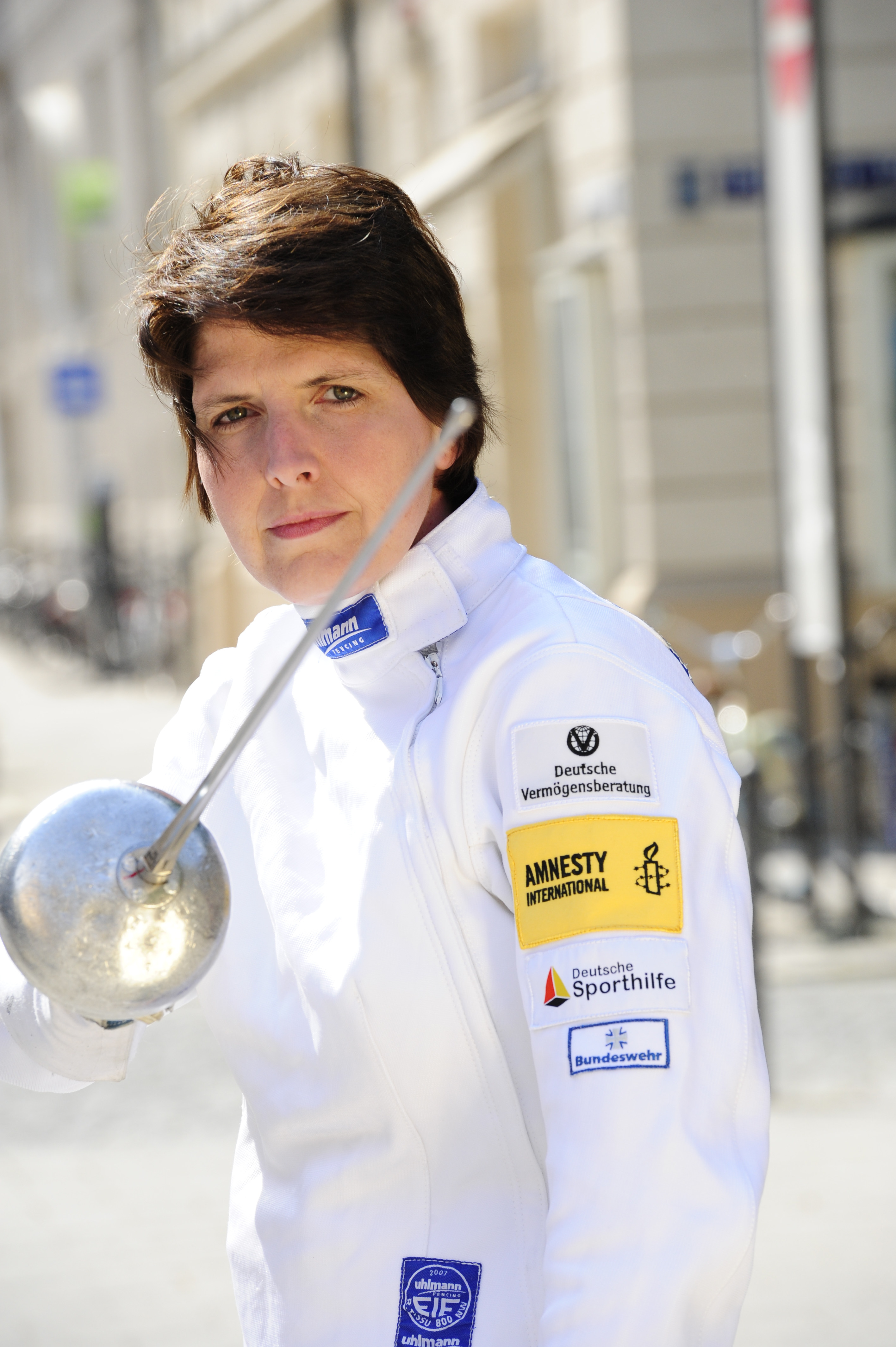
Imke Duplitzer (2014)

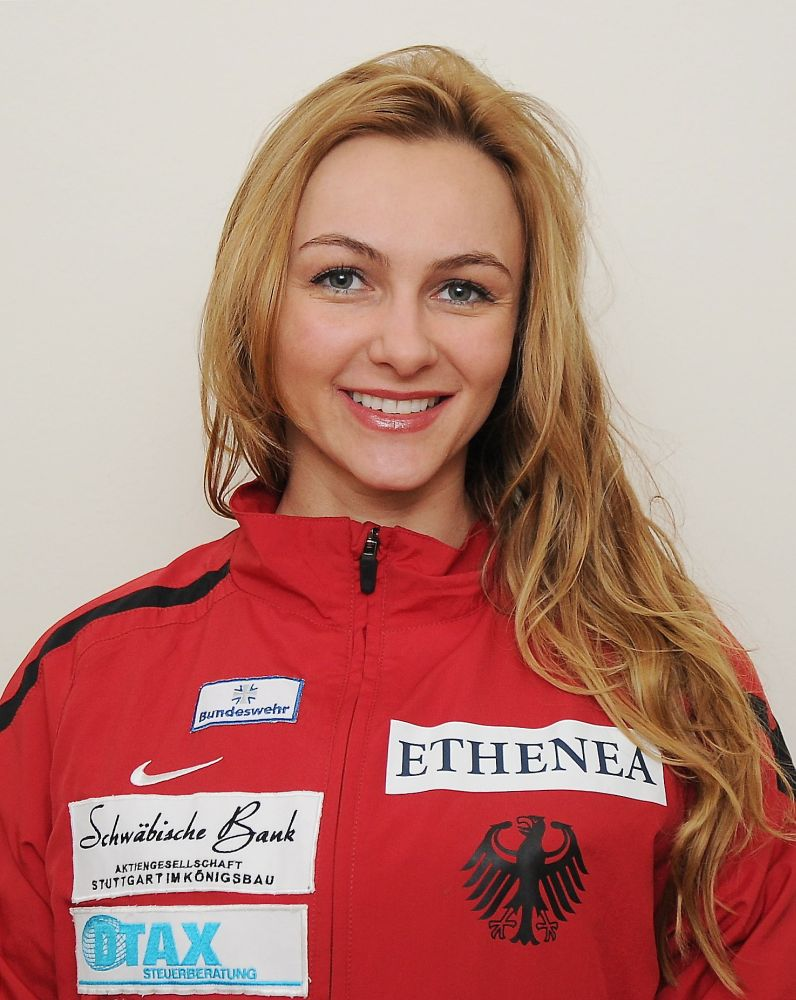
Monika Sozanska (2014)

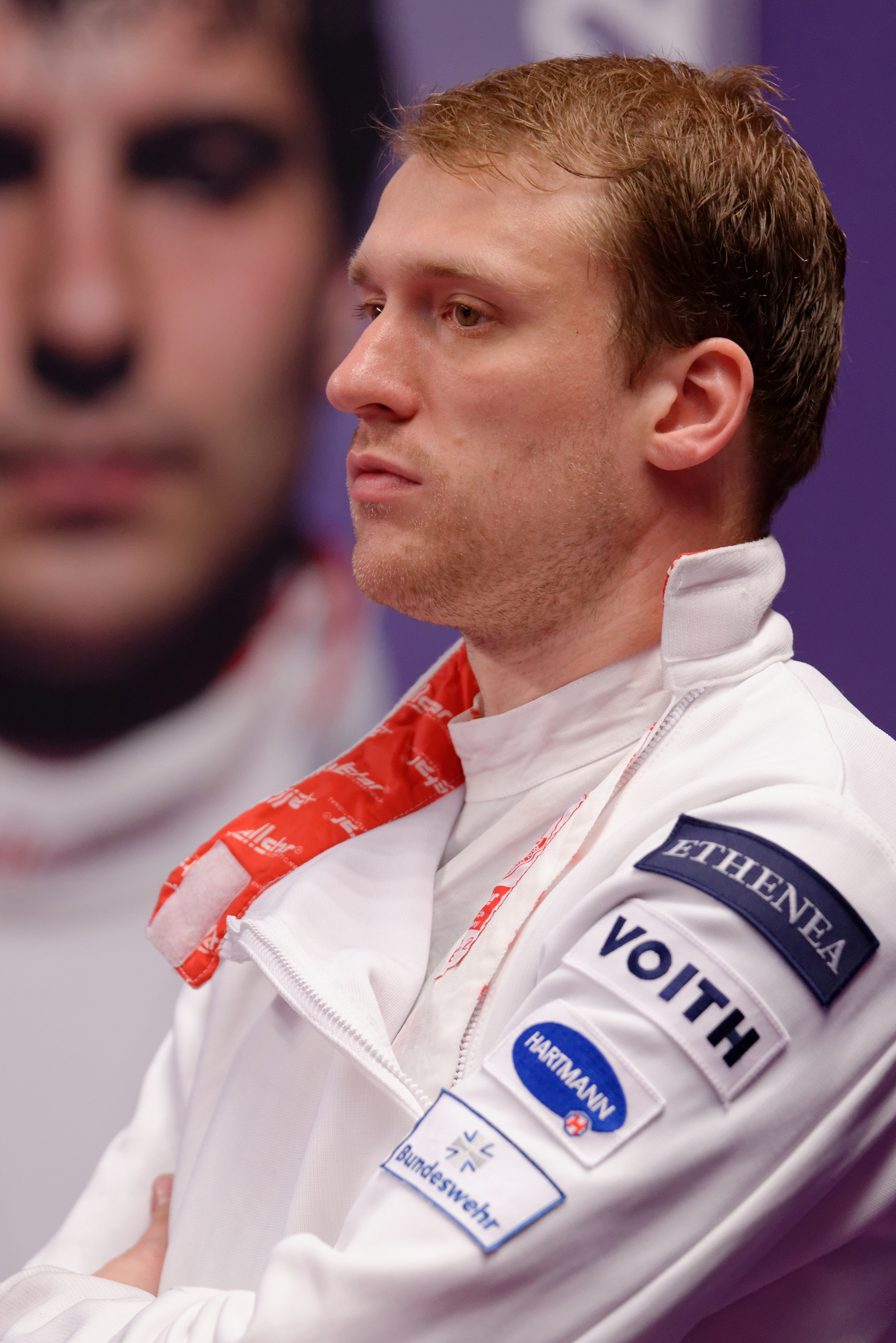
Niklas Multerer (2015)

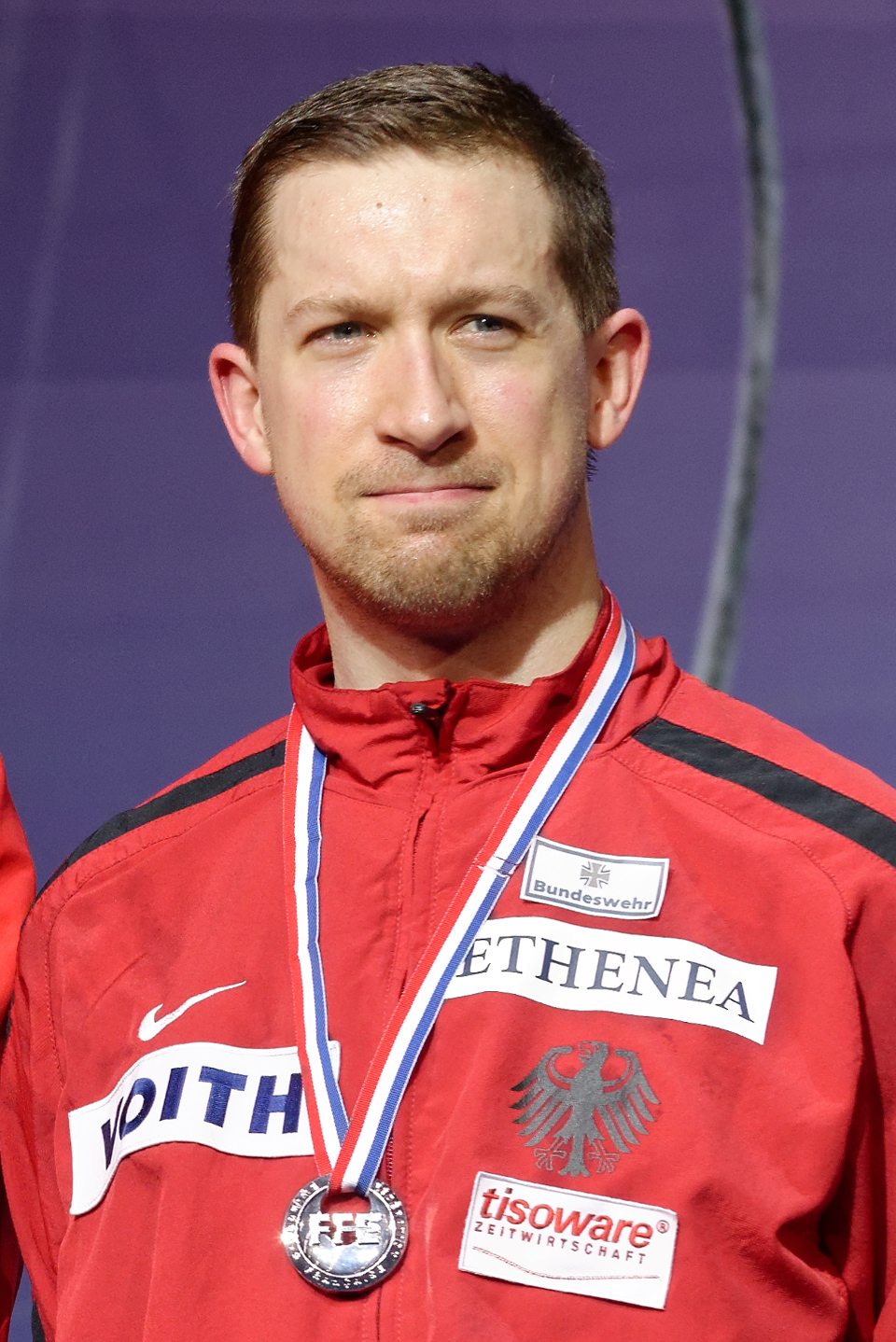
Stephan Rein beim Challenge SNCF Réseau 2015

#### Heidenheimer Pokal – Podestplatzierungen
Die folgende Liste basiert auf den Aufzeichnungen von Ophardt Touch. Da der Pokal ein Wanderpreis mit fünfjähriger Laufzeit ist, sind die endgültigen Gewinner – so weit bekannt – hervorgehoben.
| Jahr | Sieger                                             | Zweiter                                            | Dritter                                            |
| ---- | -------------------------------------------------- | -------------------------------------------------- | -------------------------------------------------- |
| 1953 | Jean-Jacques Perret (Frankreich)                   | Paul Gnaier (BR Deutschland)                       | Gerard Rousset (Frankreich)                        |
| 1954 | Leon Wolter (Luxemburg)                            | Georg Neuber (BR Deutschland)                      | Paul Staechelin (Schweiz)                          |
| 1955 | Felix Schuhmacher (Schweiz)                        | Barriel (Frankreich)                               | Edouard Schmitt (Luxemburg)                        |
| 1956 | Josef Losert (Österreich)                          | Jean-Jacques Perret (Frankreich)                   | Paul Gnaier (BR Deutschland)                       |
| 1958 | Jean-Pierre Muller (Frankreich)                    | Rene Stosskopf (Frankreich)                        | Leon Wolter (Luxemburg)                            |
| 1959 | Dieter Fänger (BR Deutschland)                     | Karl Christe (BR Deutschland)                      | Horst Tein (BR Deutschland)                        |
| 1960 | Paul Gnaier (BR Deutschland)                       | Fritz Zimmermann (BR Deutschland)                  | Werner Kaster (BR Deutschland)                     |
| 1961 | Giovanni Battista Breda (Italien)                  | Claude Bourquard (Frankreich)                      | Fritz Rosskopf (BR Deutschland)                    |
| 1962 | Árpád Bárány (Ungarn)                              | Dmitrij Ljulin (Sowjetunion)                       | Alexei Wladimirowitsch Nikantschikow (Sowjetunion) |
| 1963 | Yves Dreyfus (Frankreich)                          | Franz Rompza (BR Deutschland)                      | Jacques Guittet (Frankreich)                       |
| 1964 | Franz Rompza (BR Deutschland)                      | Guy Lefranc (Frankreich)                           | Roberto Chiari (Italien)                           |
| 1965 | Henryk Nielaba (Polen)                             | Yves Dreyfus (Frankreich)                          | István Kausz (Ungarn)                              |
| 1966 | Győző Kulcsár (Ungarn)                             | Kazimierz Barburski (Polen)                        | István Preda (Ungarn)                              |
| 1967 | Henryk Nielaba (Polen)                             | Alexei Wladimirowitsch Nikantschikow (Sowjetunion) | Pál Nagy (Ungarn)                                  |
| 1968 | Juri Timofejewitsch Smoljakow (Sowjetunion)        | Roland Losert (Österreich)                         | Christian Stricker (Schweiz)                       |
| 1969 | Alexei Wladimirowitsch Nikantschikow (Sowjetunion) | Josef Vitebsky (Sowjetunion)                       | Andres Liivak (Estland)                            |
| 1970 | Alexei Wladimirowitsch Nikantschikow (Sowjetunion) | Pál Schmitt (Ungarn)                               | Herbert Polzhuber (Österreich)                     |
| 1971 | Rudi Maier (BR Deutschland)                        | Gabor Erdoes (Ungarn)                              | George Masin (USA)                                 |
| 1972 | Reinhold Behr (BR Deutschland)                     | Rudolf Trost (Österreich)                          | Carl von Essen (Schweden)                          |
| 1973 | Jaan Veanes (Schweden)                             | Göran Flodström (Schweden)                         | Győző Kulcsár (Ungarn)                             |
| 1974 | Peter Loetscher (Schweiz)                          | Csaba Fenyvesi (Ungarn)                            | Boris Semjonowitsch Lukomski (Sowjetunion)         |
| 1975 | Rolf Edling (Schweden)                             | Gerd Opgenorth (BR Deutschland)                    | Guy Evéquoz (Schweiz)                              |
| 1976 | Hans Jacobson (Schweden)                           | Alexander Pusch (BR Deutschland)                   | Jürgen Hehn (BR Deutschland)                       |
| 1977 | Hans Jacobson (Schweden)                           | Gerd Opgenorth (BR Deutschland)                    | Boris Semjonowitsch Lukomski (Sowjetunion)         |
| 1978 | Alexander Abuschachmetow (Sowjetunion)             | Guy Evéquoz (Schweiz)                              | Leszek Swornowski (Polen)                          |
| 1979 | Johan Harmenberg (Schweden)                        | Wladimir Rasolko (Sowjetunion)                     | Alexander Abuschachmetow (Sowjetunion)             |
| 1980 | Johan Harmenberg (Schweden)                        | Alexander Abuschachmetow (Sowjetunion)             | Alexander Pusch (BR Deutschland)                   |
| 1981 | Volker Fischer (BR Deutschland)                    | Attila Csaszari (Ungarn)                           | Daniel Giger (Schweiz)                             |
| 1982 | Ernő Kolczonay (Ungarn)                            | Sergej Alenin (Sowjetunion)                        | Istvan Gelley (Ungarn)                             |
| 1983 | Mychajlo Tyschko (Sowjetunion)                     | Karoly Szijj (Ungarn)                              | Alexander Walentinowitsch Moschajew (Sowjetunion)  |
| 1984 | Alexander Pusch (BR Deutschland)                   | Philippe Riboud (Frankreich)                       | Ludomir Chronowski (Polen)                         |
| 1985 | Thomas Bieler (DR Deutschland)                     | Robert Felisiak (Polen)                            | Éric Srecki (Frankreich)                           |
| 1986 | Angelo Mazzoni (Italien)                           | Ernő Kolczonay (Ungarn)                            | Pjotr Jablkowski (Polen)                           |
| 1987 | Thomas Gerull (BR Deutschland)                     | Alexander Pusch (BR Deutschland)                   | Volker Fischer (BR Deutschland)                    |
| 1988 | Andrej Schuwalow (Sowjetunion)                     | Éric Srecki (Frankreich)                           | Andrea Bermond (Italien)                           |
| 1989 | Vitali Agejew (Sowjetunion)                        | Pawel Anatoljewitsch Kolobkow (Sowjetunion)        | Thomas Ahlgren (Schweden)                          |
| 1990 | Arnd Schmitt (BR Deutschland)                      | Andrei Michailowitsch Schuwalow (Sowjetunion)      | Angelo Mazzoni (Italien)                           |
| 1991 | Olivier Lenglet (Frankreich)                       | Sergei Wladimirowitsch Kostarew (Sowjetunion)      | Éric Srecki (Frankreich)                           |
| 1992 | Angelo Mazzoni (Italien)                           | Serhij Krawtschuk (Sowjetunion)                    | Pawel Anatoljewitsch Kolobkow (Sowjetunion)        |
| 1993 | Kaido Kaaberma (Estland)                           | Pawel Anatoljewitsch Kolobkow (Sowjetunion)        | Paolo Milanoli (Italien)                           |
| 1994 | Mariusz Strzałka (Deutschland)                     | Robert Leroux (Frankreich)                         | Krisztián Kulcsár (Ungarn)                         |
| 1995 | Olivier Jacquet (Schweiz)                          | Pawel Anatoljewitsch Kolobkow (Russland)           | Angelo Mazzoni (Italien)                           |
| 1996 | Arnd Schmitt (Deutschland)                         | Andrus Kajak (Estland)                             | Jean-Marc Chouinard (Frankreich)                   |
| 1997 | Éric Srecki (Frankreich)                           | Iván Kovács (Ungarn)                               | Michael Flegler (Deutschland)                      |
| 1998 | Remy Delhomme (Frankreich)                         | Pawel Anatoljewitsch Kolobkow (Russland)           | Jörg Fiedler (Deutschland)                         |
| 1999 | Pawel Anatoljewitsch Kolobkow (Russland)           | Marc-Konstantin Steifensand (Deutschland)          | Jörg Fiedler (Deutschland)                         |
| 2000 | Roy Sung Yang (Südkorea)                           | Robert Leroux (Frankreich)                         | Arnd Schmitt (Deutschland)                         |
| 2001 | Fabian Schmidt (Deutschland)                       | Fabrice Jeannet (Frankreich)                       | Wital Sacharau (Belarus)                           |
| 2002 | Éric Boisse (Frankreich)                           | Hugues Obry (Frankreich)                           | Alessandro Bossalini (Italien)                     |
| 2003 | Jérôme Jeannet (Frankreich)                        | Dmytro Tschumak (Ukraine)                          | Fabrice Jeannet (Frankreich)                       |
| 2004 | Christoph Marik (Österreich)                       | Marcel Fischer (Schweiz)                           | Martin Schmitt (Deutschland)                       |
| 2005 | Ulrich Robeiri (Frankreich)                        | Géza Imre (Ungarn)                                 | Attila Fekete (Ungarn)                             |
| 2006 | Pawel Anatoljewitsch Kolobkow (Russland)           | Dmitriy Karuchenko (Ukraine)                       | Gábor Boczkó (Ungarn)                              |
| 2007 | Jonathan Willis (Großbritannien)                   | Ulrich Robeiri (Frankreich)                        | Francois Jan (Frankreich)                          |
| 2008 | Géza Imre (Ungarn)                                 | Francesco Martinelli (Italien)                     | Weston Kelsey (USA)                                |
| 2009 | András Rédli (Ungarn)                              | Jörg Fiedler (Deutschland)                         | Gábor Boczkó (Ungarn)                              |
| 2010 | Pawel Wladislawowitsch Suchow (Russland)           | Bas Verwijlen (Niederlande)                        | Gauthier Grumier (Frankreich)                      |
| 2011 | Stefano Carozzo (Italien)                          | Paolo Pizzo (Italien)                              | Matteo Tagliariol (Italien)                        |
| 2012 | Ulrich Robeiri (Frankreich)                        | Fabian Kauter (Schweiz)                            | Gauthier Grumier (Frankreich)                      |
| 2013 | Bohdan Nikischyn (Ukraine)                         | Ulrich Robeiri (Frankreich)                        | Enrico Garozzo (Italien)                           |
| 2014 | Bohdan Nikischyn (Ukraine)                         | András Rédli (Ungarn)                              | Silvio Fernández (Venezuela)                       |
| 2015 | Max Heinzer (Schweiz)                              | Yannick Borel (Frankreich)                         | Robin Kase (Schweden)                              |
| 2016 | Gauthier Grumier (Frankreich)                      | Bohdan Nikischyn (Ukraine)                         | Jean-Michel Lucenay (Frankreich)                   |
| 2017 | Kyoungdoo Park (Südkorea)                          | Yannick Borel (Frankreich)                         | Mate Tamas Koch (Ungarn)                           |
| 2018 | Kazuyasu Minobe (Japan)                            | Bohdan Nikischyn (Ukraine)                         | Wadim Anochin (Russland)                           |
| 2019 | Alexandre Bardenet (Frankreich)                    | Davide Di Veroli (Italien)                         | Georgi Brujew (Russland)                           |
| 2020 | Gergely Siklósi (Ungarn)                           | Park Sang-young (Südkorea)                         | Radosław Zawrotniak (Polen)                        |

#### Coupe d'Europe – Gründungsgeschichte und Sieger
Nach vielen Erfolgen in den 1950er-Jahren sah Paul Gnaier als Technischer Leiter der Abteilung und Mannschaftskapitän die Notwendigkeit, „seine Leistungsträger immer wieder zu motivieren“. Mit dem damaligen Technischen Direktor des Vereins, Walter Wiedenmann, und dem Sportjournalisten Bruno Morawetz sollte ein Coupe d'Europe analog zu den Handballern geschaffen werden. Nach einem mit 16 Mannschaften aus 8 Nationen gelungenen Vorlauf 1960 genehmigte die Fédération Internationale d’Escrime die Austragung des 1. Coupe d'Europe 1961 in Heidenheim. Dem Heidenheimer Beispiel folgend wird seit 1963 auch im Herren- und Damenflorett sowie im Säbel in Paris, Turin und Budapest dieser Wettbewerb veranstaltet. Seit 1990 wird der Coupe d'Europe im Damen-Degen in St. Maur ausgetragen.
| Titel | Klub                       | Logo | Nation      | Jahr                                                       |
| ----- | -------------------------- | ---- | ----------- | ---------------------------------------------------------- |
| 10    | FC Tauberbischofsheim      |      | Deutschland | 1977, 1978, 1981, 1982, 1983, 1984, 1987, 1988, 1992, 1993 |
| 7     | Levallois Sporting Club    |      | Frankreich  | 1991, 2000, 2001, 2007, 2011, 2014, 2015                   |
| 5     | ZSKA Moskau                |      | Russland    | 1971, 1972, 1973, 1985, 1986                               |
| 4     | Dynamo Minsk               |      | Belarus     | 1967, 1968, 1969, 1970                                     |
| 4     | Vasutas Budapest           |      | Ungarn      | 1974, 1975, 1976, 2008                                     |
| 3     | OSC Budapest               |      | Ungarn      | 1964, 1965, 1966                                           |
| 3     | Honved Budapest            |      | Ungarn      | 2010, 2018, 2019                                           |
| 3     | Racing Club Paris          |      | Frankreich  | 1963, 1998, 1999                                           |
| 3     | Chalons-en-Champagne       |      | Frankreich  | 2002, 2003, 2004                                           |
| 3     | Gruppo Sportivo Fiamme Oro |      | Italien     | 1989, 1994, 2020                                           |
| 2     | Aeronautica Militare Roma  |      | Italien     | 2009, 2017                                                 |
| 2     | Club d'Escrime St. Gratien |      | Frankreich  | 1996, 1997                                                 |
| 1     | Legia Warschau             |      | Polen       | 1961                                                       |
| 1     | Fechtclub Göteborg         |      | Schweden    | 1962                                                       |
| 1     | Masque de Fer Lyon         |      | Frankreich  | 1979                                                       |
| 1     | CSA Steaua Bukarest        |      | Rumänien    | 1980                                                       |
| 1     | Dynamo Moskau              |      | Russland    | 1990                                                       |
| 1     | Dynamo Kiew                |      | Ukraine     | 1995                                                       |
| 1     | Dinamo Charkiw             |      | Ukraine     | 2005                                                       |
| 1     | Carabinieri Rom            |      | Italien     | 2006                                                       |
| 1     | AZS-AWF Kraków             |      | Polen       | 2012                                                       |
| 1     | Escrime Rodez Aveyron      |      | Frankreich  | 2016                                                       |

## Nationale Erfolge

### Fechten
| Ereignis                           | Waffe                     | Sportler                                                                       |
| ---------------------------------- | ------------------------- | ------------------------------------------------------------------------------ |
| Deutsche Fechtmeisterschaften 1953 | Degen (Einzel) Herren     | Paul Gnaier                                                                    |
| Deutsche Fechtmeisterschaften 1956 | Degen (Einzel) Herren     | Paul Gnaier                                                                    |
| Deutsche Fechtmeisterschaften 1956 | Degen (Mannschaft) Herren | Paul Gnaier und weitere                                                        |
| Deutsche Fechtmeisterschaften 1957 | Degen (Mannschaft) Herren | Paul Gnaier und weitere                                                        |
| Deutsche Fechtmeisterschaften 1958 | Degen (Mannschaft) Herren | Paul Gnaier und weitere                                                        |
| Deutsche Fechtmeisterschaften 1959 | Degen (Einzel) Herren     | Paul Gnaier                                                                    |
| Deutsche Fechtmeisterschaften 1959 | Degen (Mannschaft) Herren | Paul Gnaier und weitere                                                        |
| Deutsche Fechtmeisterschaften 1960 | Degen (Mannschaft) Herren | Paul Gnaier und weitere                                                        |
| Deutsche Fechtmeisterschaften 1963 | Degen (Mannschaft) Herren | Paul Gnaier und weitere                                                        |
| Deutsche Fechtmeisterschaften 1964 | Degen (Einzel) Herren     | Paul Gnaier                                                                    |
| Deutsche Fechtmeisterschaften 1964 | Degen (Mannschaft) Herren | Paul Gnaier und weitere                                                        |
| Deutsche Fechtmeisterschaften 1965 | Degen (Einzel) Herren     | Franz Rompza                                                                   |
| Deutsche Fechtmeisterschaften 1982 | Degen (Mannschaft) Herren | Hans-Jürgen Hauch, Joachim Maunz, Arnd Schmitt, Bernd Löffler, Stefan Osztrics |
| Deutsche Fechtmeisterschaften 1987 | Degen (Einzel) Damen      | Monika Korger                                                                  |
| Deutsche Fechtmeisterschaften 1988 | Degen (Mannschaft) Damen  |                                                                                |
| Deutsche Fechtmeisterschaften 1989 | Degen (Mannschaft) Herren | Günter Jauch und weitere                                                       |
| Deutsche Fechtmeisterschaften 1990 | Degen (Einzel) Herren     | Günter Jauch                                                                   |
| Deutsche Fechtmeisterschaften 1991 | Degen (Einzel) Herren     | Arnd Schmitt                                                                   |
| Deutsche Fechtmeisterschaften 1992 | Degen (Mannschaft) Herren |                                                                                |
| Deutsche Fechtmeisterschaften 1993 | Degen (Mannschaft) Damen  | Imke Duplitzer und weitere                                                     |
| Deutsche Fechtmeisterschaften 1994 | Degen (Einzel) Damen      | Imke Duplitzer                                                                 |
| Deutsche Fechtmeisterschaften 1995 | Florett (Einzel) Herren   | Ralf Bißdorf                                                                   |
| Deutsche Fechtmeisterschaften 1995 | Degen (Mannschaft) Damen  | Imke Duplitzer und weitere                                                     |
| Deutsche Fechtmeisterschaften 1998 | Degen (Mannschaft) Herren |                                                                                |
| Deutsche Fechtmeisterschaften 1999 | Florett (Einzel) Herren   | Ralf Bißdorf                                                                   |
| Deutsche Fechtmeisterschaften 1999 | Degen (Mannschaft) Herren |                                                                                |
| Deutsche Fechtmeisterschaften 1999 | Degen (Einzel) Damen      | Imke Duplitzer                                                                 |
| Deutsche Fechtmeisterschaften 2000 | Degen (Mannschaft) Herren |                                                                                |
| Deutsche Fechtmeisterschaften 2000 | Degen (Einzel) Damen      | Imke Duplitzer                                                                 |
| Deutsche Fechtmeisterschaften 2001 | Degen (Einzel) Damen      | Imke Duplitzer                                                                 |
| Deutsche Fechtmeisterschaften 2001 | Degen (Mannschaft) Damen  | Imke Duplitzer und weitere                                                     |
| Deutsche Fechtmeisterschaften 2002 | Florett (Einzel) Herren   | Ralf Bißdorf                                                                   |
| Deutsche Fechtmeisterschaften 2002 | Degen (Einzel) Damen      | Imke Duplitzer                                                                 |
| Deutsche Fechtmeisterschaften 2002 | Degen (Mannschaft) Damen  | Imke Duplitzer und weitere                                                     |
| Deutsche Fechtmeisterschaften 2003 | Degen (Mannschaft) Damen  | Imke Duplitzer und weitere                                                     |
| Deutsche Fechtmeisterschaften 2004 | Degen (Einzel) Damen      | Imke Duplitzer                                                                 |
| Deutsche Fechtmeisterschaften 2004 | Degen (Mannschaft) Damen  | Imke Duplitzer und weitere                                                     |
| Deutsche Fechtmeisterschaften 2005 | Degen (Einzel) Herren     | Tilmann Fetzer                                                                 |
| Deutsche Fechtmeisterschaften 2007 | Degen (Einzel) Herren     | Wolfgang Reich                                                                 |
| Deutsche Fechtmeisterschaften 2009 | Florett (Einzel) Herren   | Ralf Bißdorf                                                                   |
| Deutsche Fechtmeisterschaften 2011 | Degen (Mannschaft) Herren | Maximilian Keck, Stephan Rein, Constantin Böhm, Niklas Multerer                |
| Deutsche Fechtmeisterschaften 2011 | Degen (Mannschaft) Damen  | Monika Sozanska, Ricarda Multerer, Melinda Kövecs, Ines Werner                 |
| Deutsche Fechtmeisterschaften 2012 | Degen (Einzel) Damen      | Ricarda Multerer                                                               |
| Deutsche Fechtmeisterschaften 2012 | Degen (Mannschaft) Damen  | Monika Sozanska, Ricarda Multerer, Melinda Kövecs, Anja Schünke                |
| Deutsche Fechtmeisterschaften 2013 | Degen (Einzel) Damen      | Ricarda Multerer                                                               |
| Deutsche Fechtmeisterschaften 2014 | Degen (Mannschaft) Herren | Florian Maunz, Stephan Rein, Constantin Böhm, Niklas Multerer                  |
| Deutsche Fechtmeisterschaften 2014 | Degen (Mannschaft) Damen  | Alexandra Ehler, Ricarda Multerer, Kristin Werner, Anja Schünke                |
| Deutsche Fechtmeisterschaften 2015 | Degen (Einzel) Herren     | Constantin Böhm                                                                |
| Deutsche Fechtmeisterschaften 2016 | Degen (Mannschaft) Herren | Philipp Kondring, Stephan Rein, Constantin Böhm, Niklas Multerer               |
| Deutsche Fechtmeisterschaften 2018 | Degen (Einzel) Herren     | Niklas Multerer                                                                |

## Spielerkader
In diesem Abschnitt werden die Spieler der Bundesligisten aufgelistet.

### Baseball

#### Bundesliga-Kader 2020

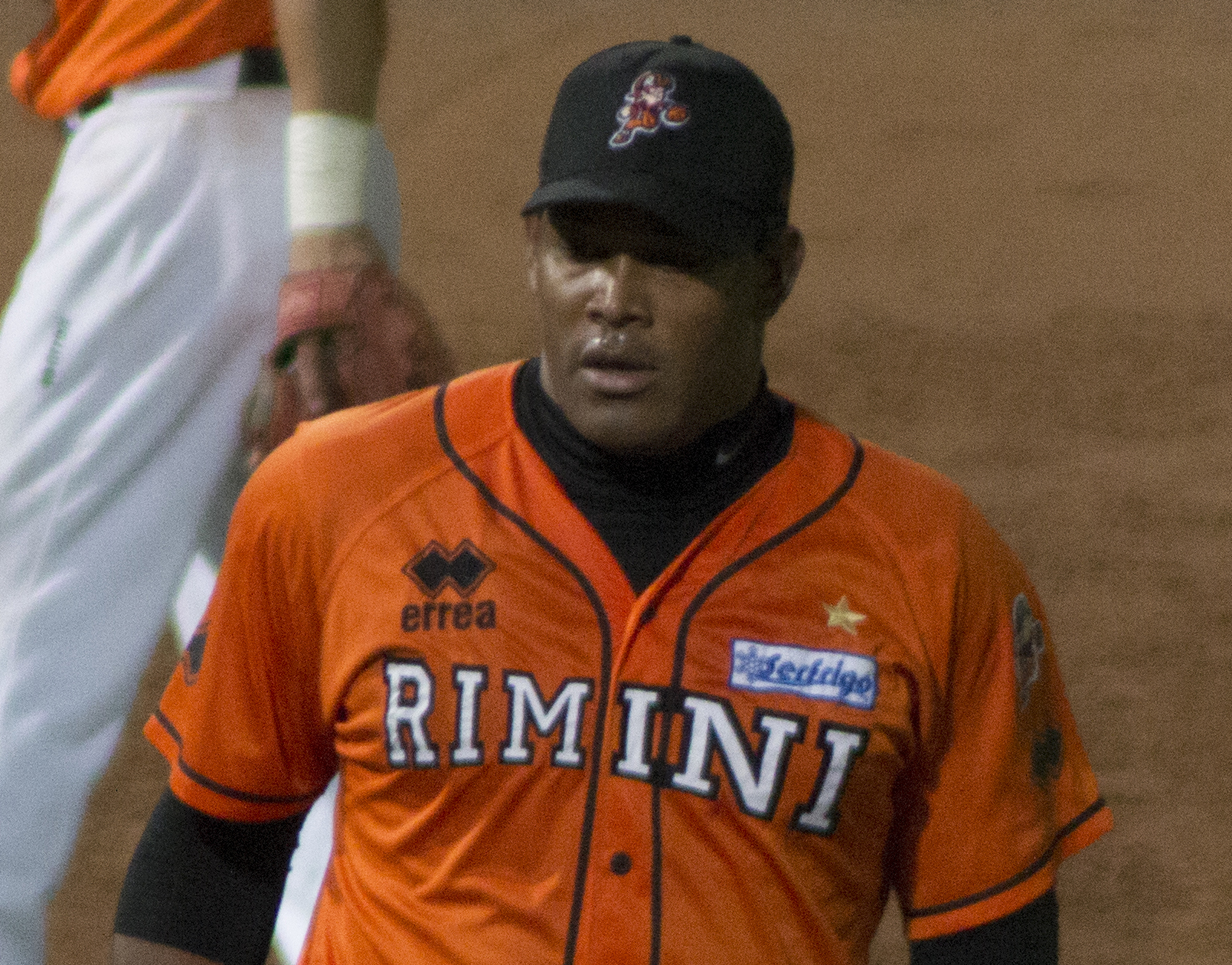
Enorbel Márquez beim Rimini Baseball Club (2013)

| Nr. | Name                    | Nationalität       | Position   |
| --- | ----------------------- | ------------------ | ---------- |
| 1   | Konstantin Holl         | Deutschland        | Infielder  |
| 2   | Simon Liedtke           | Deutschland        | Infielder  |
| 3   | Luke Sommer             | Deutschland        | Pitcher    |
| 5   | Yannic Walther          | Deutschland        | Catcher    |
| 7   | Shawn Larry             | Deutschland        | Outfielder |
| 9   | Philip Schulz           | Deutschland        | Infielder  |
| 11  | Mike Bolsenbroek        | Niederlande        | Pitcher    |
| 13  | Samuel Tsopatalo        | Deutschland        | Catcher    |
| 14  | Simon Gühring           | Deutschland        | Catcher    |
| 16  | Ludwig Glaser           | Deutschland        | Infielder  |
| 19  | Luca Hoerger            | Deutschland        | Outfielder |
| 25  | Elian Gentner           | Deutschland        | Pitcher    |
| 27  | Jay Pecci               | Italien            | Infielder  |
| 28  | Patrick Seyfried        | Deutschland        | Pitcher    |
| 29  | Robert Gruber           | Deutschland        | Pitcher    |
| 30  | Johannes Krumm          | Deutschland        | Pitcher    |
| 32  | Sascha Lutz             | Deutschland        | Outfielder |
| 33  | Panagiotis Sikaras      | Griechenland       | Pitcher    |
| 35  | Enorbel Márquez-Ramirez | Deutschland        | Pitcher    |
| 36  | L. Huijer               | Niederlande        | Pitcher    |
| 39  | Mitch Nilsson           | Deutschland        | Outfielder |
| 41  | Christoph Valentin      | Deutschland        | Outfielder |
| 42  | Gary Owens              | Vereinigte Staaten | Outfielder |
| 45  | Lou Helmig              | Deutschland        | Outfielder |

#### Bundesliga-Kader 2019
| Nr. | Name                    | Nationalität       | Position   |
| --- | ----------------------- | ------------------ | ---------- |
| 2   | Simon Liedtke           | Deutschland        | Infielder  |
| 3   | Luke Sommer             | Deutschland        | Pitcher    |
| 6   | Markus Winkler          | Deutschland        | Pitcher    |
| 7   | Shawn Larry             | Deutschland        | Outfielder |
| 9   | Philip Schulz           | Deutschland        | Infielder  |
| 11  | Mike Bolsenbroek        | Niederlande        | Pitcher    |
| 13  | Samuel Tsopatalo        | Deutschland        | Catcher    |
| 14  | Simon Gühring           | Deutschland        | Catcher    |
| 16  | Ludwig Glaser           | Deutschland        | Infielder  |
| 17  | Marcel Giraud           | Deutschland        | Pitcher    |
| 22  | Ricardo Torres          | Deutschland        | Pitcher    |
| 23  | Logan Grigsby           | Deutschland        | Pitcher    |
| 25  | Elian Gentner           | Deutschland        | Pitcher    |
| 28  | Patrick Seyfried        | Deutschland        | Catcher    |
| 30  | Johannes Krumm          | Deutschland        | Pitcher    |
| 33  | Panagiotis Sikaras      | Griechenland       | Pitcher    |
| 35  | Enorbel Márquez-Ramirez | Deutschland        | Pitcher    |
| 36  | Justin Erasmus          | Deutschland        | Pitcher    |
| 40  | Fernando Escarra        | Deutschland        | Infielder  |
| 41  | Christoph Valentin      | Deutschland        | Outfielder |
| 42  | Gary Owens              | Vereinigte Staaten | Outfielder |
| 44  | Marius Buck             | Deutschland        | Outfielder |
| 45  | Aaron Dunsmore          | Kanada             | Outfielder |
| 60  | Hannes Hirschberger     | Deutschland        | Infielder  |

#### Bundesliga-Kader 2018
| Nr. | Name                | Nationalität       | Position   |
| --- | ------------------- | ------------------ | ---------- |
| 1   | Konstantin Holl     | Deutschland        | Infielder  |
| 2   | Simon Liedtke       | Deutschland        | Infielder  |
| 3   | Luke Sommer         | Deutschland        | Pitcher    |
| 4   | Stefan Karpf        | Deutschland        | Infielder  |
| 6   | Markus Winkler      | Deutschland        | Pitcher    |
| 7   | Shawn Larry         | Deutschland        | Outfielder |
| 9   | Philip Schulz       | Deutschland        | Infielder  |
| 11  | Clayton Freimuth    | Vereinigte Staaten | Pitcher    |
| 13  | Samuel Tsopatalo    | Deutschland        | Catcher    |
| 14  | Simon Gühring       | Deutschland        | Catcher    |
| 16  | Ludwig Glaser       | Deutschland        | Infielder  |
| 17  | Marcel Giraud       | Deutschland        | Pitcher    |
| 23  | Logan Grigsby       | Deutschland        | Pitcher    |
| 25  | Elian Gentner       | Deutschland        | Pitcher    |
| 27  | Jay Pecci           | Italien            | Infielder  |
| 28  | Patrick Seyfried    | Deutschland        | Catcher    |
| 30  | Johannes Krumm      | Deutschland        | Pitcher    |
| 32  | Sascha Lutz         | Deutschland        | Outfielder |
| 33  | Panagiotis Sikaras  | Griechenland       | Pitcher    |
| 36  | Julius Spann        | Deutschland        | Pitcher    |
| 41  | Tristan Hurler      | Deutschland        | Infielder  |
| 42  | Gary Owens          | Vereinigte Staaten | Outfielder |
| 44  | Marius Buck         | Deutschland        | Outfielder |
| 60  | Hannes Hirschberger | Deutschland        | Infielder  |

#### Bundesliga-Kader 2017
| Name                | Nationalität       | Position   |
| ------------------- | ------------------ | ---------- |
| Martin Almstetter   | Deutschland        |            |
| Peter Dankerl       | Deutschland        | Pitcher    |
| Martin Dewald       | Deutschland        | Pitcher    |
| Justin Erasmus      | Sudafrika          | Pitcher    |
| Clayton Freimuth    | Vereinigte Staaten | Pitcher    |
| Elian Gentner       | Deutschland        | Pitcher    |
| Marcel Giraud       | Deutschland        | Pitcher    |
| Simon Gühring       | Deutschland        | Catcher    |
| Johannes Krumm      | Deutschland        | Pitcher    |
| Sascha Lutz         | Deutschland        | Outfielder |
| Mitch Nilsson       | Australien         | Infielder  |
| Gary Owens          | Vereinigte Staaten | Outfielder |
| Jay Pecci           | Italien            | Infielder  |
| Johannes Schäffler  | Deutschland        |            |
| Aljoscha Schattmann | Deutschland        | Pitcher    |
| Philip Schulz       | Deutschland        | Infielder  |
| Patrick Seyfried    | Deutschland        | Infielder  |
| Panagiotis Sikaras  | Griechenland       | Pitcher    |
| Julius Spann        | Deutschland        | Pitcher    |
| Ricky Torres        | Deutschland        | Pitcher    |

#### Bundesliga-Kader 2016
| Name                    | Nationalität           | Position   |
| ----------------------- | ---------------------- | ---------- |
| Martin Almstetter       | Deutschland            |            |
| Peter Dankerl           | Deutschland            | Pitcher    |
| Martin Dewald           | Deutschland            | Pitcher    |
| Terrell Joyce           | Vereinigte Staaten     |            |
| David Füßer             | Deutschland            |            |
| Simon Gühring           | Deutschland            | Catcher    |
| Aaron Michael Hornostaj | Vereinigtes Konigreich |            |
| Hannes Hirschberger     | Deutschland            | Infielder  |
| Johannes Krumm          | Deutschland            | Pitcher    |
| Andreas Janzen          | Deutschland            |            |
| Shawn Larry             | Deutschland            | Outfielder |
| Tyler Lockwood          | Vereinigte Staaten     | Pitcher    |
| Jamie McOwen            | Vereinigte Staaten     | Outfielder |
| Jay Pecci               | Italien                | Infielder  |
| Johannes Schäffler      | Deutschland            |            |
| Aljoscha Schattmann     | Deutschland            | Pitcher    |
| Philip Schulz           | Deutschland            | Infielder  |
| Panagiotis Sikaras      | Griechenland           | Pitcher    |

#### Bundesliga-Kader 2015
| Name                | Nationalität       | Position   |
| ------------------- | ------------------ | ---------- |
| Martin Almstetter   | Deutschland        |            |
| Peter Dankerl       | Deutschland        | Pitcher    |
| Martin Dewald       | Deutschland        | Pitcher    |
| Thomas DiBenedetto  | Italien            |            |
| Aaron Dunsmore      | Kanada             |            |
| David Füßer         | Deutschland        |            |
| Robert Gruber       | Deutschland        |            |
| Simon Gühring       | Deutschland        | Catcher    |
| Hannes Hirschberger | Deutschland        | Infielder  |
| Johannes Krumm      | Deutschland        | Pitcher    |
| Andreas Janzen      | Deutschland        |            |
| Shawn Larry         | Deutschland        | Outfielder |
| Tyler Lockwood      | Vereinigte Staaten | Pitcher    |
| Sascha Lutz         | Deutschland        | Outfielder |
| Jamie McOwen        | Vereinigte Staaten | Outfielder |
| Jay Pecci           | Italien            | Infielder  |
| Johannes Schäffler  | Deutschland        |            |
| Aljoscha Schattmann | Deutschland        | Pitcher    |
| Philip Schulz       | Deutschland        | Infielder  |
| Panagiotis Sikaras  | Griechenland       | Pitcher    |
| Luke Sommer         | Deutschland        | Pitcher    |

#### Bundesliga-Kader 2014
| Name                | Nationalität           | Position   |
| ------------------- | ---------------------- | ---------- |
| Martin Almstetter   | Deutschland            |            |
| Peter Dankerl       | Deutschland            | Pitcher    |
| Martin Dewald       | Deutschland            | Pitcher    |
| David Füßer         | Deutschland            |            |
| Robert Gruber       | Deutschland            |            |
| Simon Gühring       | Deutschland            | Catcher    |
| Hannes Hirschberger | Deutschland            | Infielder  |
| Andreas Janzen      | Deutschland            |            |
| Shawn Larry         | Deutschland            | Outfielder |
| Tyler Lockwood      | Vereinigte Staaten     | Pitcher    |
| Sascha Lutz         | Deutschland            | Outfielder |
| Matthew Pali        | Vereinigte Staaten     |            |
| Johannes Schäffler  | Deutschland            |            |
| Aljoscha Schattmann | Deutschland            | Pitcher    |
| Philip Schulz       | Deutschland            | Infielder  |
| Luke Sommer         | Deutschland            | Pitcher    |
| Michael Weigl       | Vereinigte Staaten     |            |
| Kevin Whitehead     | Vereinigtes Konigreich |            |

#### Bundesliga-Kader 2012
| Name                    | Nationalität           | Position  |
| ----------------------- | ---------------------- | --------- |
| Benedikt Antwi          | Deutschland            |           |
| Sean Begley             | Vereinigtes Konigreich |           |
| Peter Dankerl           | Deutschland            | Pitcher   |
| Martin Dewald           | Deutschland            | Pitcher   |
| Klaus Eckle             | Deutschland            |           |
| Michael Franke          | Deutschland            |           |
| Robert Gruber           | Deutschland            |           |
| Simon Gühring           | Deutschland            | Catcher   |
| Aaron Michael Hornostaj | Vereinigtes Konigreich |           |
| Marius Jellonneck       | Deutschland            | Infielder |
| Johannes Krumm          | Deutschland            |           |
| Shawn Larry             | Deutschland            |           |
| Alexander Lauterbach    | Deutschland            |           |
| Patrick Lawson          | Vereinigte Staaten     |           |
| Johannes Schäffler      | Deutschland            |           |
| Aljoscha Schattmann     | Deutschland            | Pitcher   |
| Philip Schulz           | Deutschland            |           |
| Patrick Seyfried        | Deutschland            |           |
| Hans Felix Stahlecker   | Deutschland            |           |
| Andrew Lee Smith        | Vereinigte Staaten     | Infielder |
| Justin Wilson           | Vereinigte Staaten     |           |

#### Bundesliga-Kader 2011
| Name                 | Nationalität       | Position  |
| -------------------- | ------------------ | --------- |
| Martin Almstetter    | Deutschland        |           |
| Dusty Bergman        | Vereinigte Staaten | Pitcher   |
| Peter Dankerl        | Deutschland        | Pitcher   |
| David Füßer          | Deutschland        |           |
| Matt Gaski           | Vereinigte Staaten | Infielder |
| Robert Gruber        | Deutschland        |           |
| Simon Gühring        | Deutschland        | Catcher   |
| Alexander Lauterbach | Deutschland        |           |
| Hagen Rätz           | Vereinigte Staaten | Catcher   |
| Johannes Schäffler   | Deutschland        |           |
| Aljoscha Schattmann  | Deutschland        | Pitcher   |
| Andrew Lee Smith     | Vereinigte Staaten | Infielder |
| Michael Weigl        | Vereinigte Staaten |           |
| Markus Winkler       | Deutschland        | Pitcher   |

#### Bundesliga-Kader 2010
| Name                | Nationalität           | Position  |
| ------------------- | ---------------------- | --------- |
| Martin Almstetter   | Deutschland            |           |
| Christopher Beck    | Vereinigte Staaten     |           |
| Dusty Bergman       | Vereinigte Staaten     | Pitcher   |
| Peter Dankerl       | Deutschland            | Pitcher   |
| Martin Dewald       | Deutschland            | Pitcher   |
| David Füßer         | Deutschland            |           |
| Robert Gruber       | Deutschland            |           |
| Simon Gühring       | Deutschland            | Catcher   |
| Hannes Hirschberger | Deutschland            | Infielder |
| Andreas Janzen      | Deutschland            |           |
| Matthew Pali        | Vereinigte Staaten     |           |
| Hagen Rätz          | Vereinigte Staaten     | Catcher   |
| Johannes Schäffler  | Deutschland            |           |
| Andrew Smith        | Vereinigte Staaten     | Infielder |
| Kevin Whitehead     | Vereinigtes Konigreich |           |
| Markus Winkler      | Deutschland            | Pitcher   |

#### Bundesliga-Kader 2009
| Name               | Nationalität           | Position |
| ------------------ | ---------------------- | -------- |
| Dusty Bergman      | Vereinigte Staaten     | Pitcher  |
| Peter Dankerl      | Deutschland            | Pitcher  |
| David Füßer        | Deutschland            |          |
| Robert Gruber      | Deutschland            |          |
| Simon Gühring      | Deutschland            | Catcher  |
| Christian Hägele   | Deutschland            |          |
| Marcel Hering      | Deutschland            | Pitcher  |
| Andreas Janzen     | Deutschland            |          |
| Ryan Lilly         | Vereinigte Staaten     |          |
| Hagen Rätz         | Vereinigte Staaten     | Catcher  |
| Johannes Schäffler | Deutschland            |          |
| Raymond Stokes     | Vereinigte Staaten     |          |
| Daniel Vaas        | Deutschland            |          |
| Kevin Whitehead    | Vereinigtes Konigreich |          |
| Markus Winkler     | Deutschland            | Pitcher  |

#### Bundesliga-Kader 2008
| Name                   | Nationalität           | Position  |
| ---------------------- | ---------------------- | --------- |
| Peter Dankerl          | Deutschland            | Pitcher   |
| David Füßer            | Deutschland            |           |
| Robert Gruber          | Deutschland            |           |
| Simon Gühring          | Deutschland            | Catcher   |
| Michael Edward Hartley | Vereinigte Staaten     |           |
| Christian Hägele       | Deutschland            |           |
| Marcel Hering          | Deutschland            | Pitcher   |
| Hannes Hirschberger    | Deutschland            | Infielder |
| Andreas Janzen         | Deutschland            |           |
| Ryan Lilly             | Vereinigte Staaten     |           |
| Keith Maxwell          | Vereinigte Staaten     |           |
| Hagen Rätz             | Vereinigte Staaten     | Catcher   |
| Johannes Schäffler     | Deutschland            |           |
| Kevin Whitehead        | Vereinigtes Konigreich |           |
| Markus Winkler         | Deutschland            | Pitcher   |

#### Bundesliga-Kader 2007
| Name                | Nationalität       | Position  |
| ------------------- | ------------------ | --------- |
| Peter Dankerl       | Deutschland        | Pitcher   |
| Sebastian Danner    | Deutschland        |           |
| Klaus Eckle         | Deutschland        |           |
| David Füßer         | Deutschland        |           |
| Robert Gruber       | Deutschland        |           |
| Simon Gühring       | Deutschland        | Catcher   |
| Benjamin Himes      | Vereinigte Staaten |           |
| Hannes Hirschberger | Deutschland        | Infielder |
| Andreas Janzen      | Deutschland        |           |
| Doug Kruthaupt      | Vereinigte Staaten |           |
| Hagen Rätz          | Vereinigte Staaten | Catcher   |
| Aljoscha Schattmann | Deutschland        | Pitcher   |
| Senad Sekic         | Deutschland        | Pitcher   |
| Daniel Vaas         | Deutschland        |           |
| Johannes Weber      | Deutschland        |           |
| Markus Winkler      | Deutschland        | Pitcher   |

#### Bundesliga-Kader 2006
| Name                | Nationalität       | Position  |
| ------------------- | ------------------ | --------- |
| David Füßer         | Deutschland        |           |
| Robert Gruber       | Deutschland        |           |
| Simon Gühring       | Deutschland        | Catcher   |
| Christian Hägele    | Deutschland        |           |
| Hannes Hirschberger | Deutschland        | Infielder |
| Andreas Janzen      | Deutschland        |           |
| Andrew Larsen       | Vereinigte Staaten |           |
| Micah Mangrum       | Vereinigte Staaten |           |
| Aaron Merhoff       | Vereinigte Staaten |           |
| Hagen Rätz          | Vereinigte Staaten | Catcher   |
| Johannes Schäffler  | Deutschland        |           |
| Aljoscha Schattmann | Deutschland        | Pitcher   |
| Senad Sekic         | Deutschland        | Pitcher   |
| Johannes Weber      | Deutschland        |           |
| Markus Winkler      | Deutschland        | Pitcher   |

#### Bundesliga-Kader 2005
| Name                | Nationalität       | Position  |
| ------------------- | ------------------ | --------- |
| Martin Dewald       | Deutschland        | Pitcher   |
| Andreas Falkenstein | Deutschland        |           |
| David Fowler        | Vereinigte Staaten |           |
| David Füßer         | Deutschland        |           |
| Justin Garrett      | Deutschland        | Pitcher   |
| Robert Gruber       | Deutschland        |           |
| Simon Gühring       | Deutschland        | Catcher   |
| Christian Hägele    | Deutschland        |           |
| Hannes Hirschberger | Deutschland        | Infielder |
| Erik Hummel         | Deutschland        |           |
| David Hummel        | Deutschland        |           |
| Andreas Janzen      | Deutschland        |           |
| Micah Mangrum       | Vereinigte Staaten |           |
| Jason McCarter      | Vereinigte Staaten |           |
| Deniz Ölmez         | Deutschland        |           |
| Jonathan Philipps   | Deutschland        |           |
| Johannes Schäffler  | Deutschland        |           |
| Senad Sekic         | Deutschland        | Pitcher   |
| Johannes Weber      | Deutschland        |           |
| Markus Winkler      | Deutschland        | Pitcher   |

#### Bundesliga-Kader 2004
| Name                | Nationalität       | Position  |
| ------------------- | ------------------ | --------- |
| Martin Dewald       | Deutschland        | Pitcher   |
| Phil Downing        | Vereinigte Staaten |           |
| Klaus Eckle         | Deutschland        |           |
| Andreas Falkenstein | Deutschland        |           |
| James Fender        | Vereinigte Staaten |           |
| David Fowler        | Vereinigte Staaten |           |
| Rene Franke         | Deutschland        |           |
| Christian Hägele    | Deutschland        |           |
| Greg Hansard        | Vereinigte Staaten |           |
| Hannes Hirschberger | Deutschland        | Infielder |
| Andreas Janzen      | Deutschland        |           |
| Aaron Merhoff       | Vereinigte Staaten |           |
| Deniz Ölmez         | Deutschland        |           |
| Johannes Schäffler  | Deutschland        |           |
| Felix Schneider     | Deutschland        |           |
| Senad Sekic         | Deutschland        | Pitcher   |
| Johannes Weber      | Deutschland        |           |

#### Bundesliga-Kader 2003
| Name                | Nationalität       | Position   |
| ------------------- | ------------------ | ---------- |
| Martin Dewald       | Deutschland        | Pitcher    |
| Klaus Eckle         | Deutschland        |            |
| Andreas Falkenstein | Deutschland        |            |
| Mark Furbush        | Vereinigte Staaten | Outfielder |
| Christian Haas      | Deutschland        |            |
| Christian Hägele    | Deutschland        |            |
| Jens Hawlitzky      | Deutschland        |            |
| Hannes Hirschberger | Deutschland        | Infielder  |
| Chris Hortsch       | Deutschland        |            |
| Andreas Janzen      | Deutschland        |            |
| Michael Kohn        | Deutschland        | Outfielder |
| Tim Macko           | Vereinigte Staaten |            |
| Deniz Ölmez         | Deutschland        |            |
| Johannes Schäffler  | Deutschland        |            |
| Senad Sekic         | Deutschland        | Pitcher    |
| Johannes Weber      | Deutschland        |            |

#### Bundesliga-Kader 2002
| Name                | Nationalität       | Position   |
| ------------------- | ------------------ | ---------- |
| Martin Dewald       | Deutschland        | Pitcher    |
| Mike Eckert         | Deutschland        |            |
| Klaus Eckle         | Deutschland        |            |
| Andreas Falkenstein | Deutschland        |            |
| Robert Gruber       | Deutschland        |            |
| Simon Gühring       | Deutschland        | Catcher    |
| Christian Hägele    | Deutschland        |            |
| Ryan Hilts          | Vereinigte Staaten |            |
| Hannes Hirschberger | Deutschland        | Infielder  |
| Thomas Kess         | Deutschland        | Pitcher    |
| Michael Kohn        | Deutschland        | Outfielder |
| Aaron Merhoff       | Deutschland        |            |
| Peter Richter       | Deutschland        |            |
| Senad Sekic         | Deutschland        | Pitcher    |
| Christian Teusch    | Deutschland        |            |
| Markus Winkler      | Deutschland        | Pitcher    |

#### Bundesliga-Kader 2001
| Name                | Nationalität       | Position   |
| ------------------- | ------------------ | ---------- |
| Klaus Eckle         | Deutschland        |            |
| Robert Gruber       | Deutschland        |            |
| Simon Gühring       | Deutschland        | Catcher    |
| Christian Hägele    | Deutschland        |            |
| Ryan Hilts          | Vereinigte Staaten |            |
| Hannes Hirschberger | Deutschland        | Infielder  |
| Thomas Kess         | Deutschland        | Pitcher    |
| Michael Kohn        | Deutschland        | Outfielder |
| Joseph Narus        | Vereinigte Staaten |            |
| Peter Richter       | Deutschland        |            |
| Jacob Lee Shortino  | Vereinigte Staaten |            |
| Ronald Spahr        | Deutschland        |            |
| Christian Teusch    | Deutschland        |            |
| Markus Winkler      | Deutschland        | Pitcher    |

#### Bundesliga-Kader 2000
| Name                | Nationalität       | Position   |
| ------------------- | ------------------ | ---------- |
| Peter Basic         | Deutschland        | Pitcher    |
| Marcus Brand        | Deutschland        | Outfielder |
| Klaus Eckle         | Deutschland        |            |
| Andreas Falkenstein | Deutschland        |            |
| Justin Garrett      | Deutschland        | Pitcher    |
| Johannes Glatzle    | Deutschland        |            |
| Robert Gruber       | Deutschland        |            |
| Christian Hägele    | Deutschland        |            |
| Scott Harrison      | Vereinigte Staaten |            |
| Hannes Hirschberger | Deutschland        | Infielder  |
| Thomas Kess         | Deutschland        | Pitcher    |
| Michael Kohn        | Deutschland        | Outfielder |
| Markus Kopp         | Deutschland        | Outfielder |
| Georg Oberst        | Deutschland        | Pitcher    |
| Tobias Schäfer      | Deutschland        |            |
| Sven Scholz         | Deutschland        |            |
| Senad Sekic         | Deutschland        | Pitcher    |
| Markus Winkler      | Deutschland        | Pitcher    |

### Basketball

#### 2.-Bundesliga-Kader 1997/98
| Nr. | Name                | Nationalität | Position | Geburtsjahr |
| --- | ------------------- | ------------ | -------- | ----------- |
| 4   | Antonia Skelin      | Kroatien     | Center   | 1973        |
| 5   | Daniela Schoblacher | Deutschland  |          | 1981        |
| 6   | Anja Koller         | Deutschland  |          | 1981        |
| 8   | Simone Weidner      | Deutschland  |          | 1976        |
| 10  | Heike Fiur          | Deutschland  |          | 1970        |
| 11  | Ramona Racs         | Deutschland  |          | 1975        |
| 12  | Karin Winkens       | Deutschland  | Forward  | 1973        |
| 13  | Katrin Joos         | Deutschland  |          | 1975        |
| 14  | Inga Weireter       | Deutschland  |          | 1981        |
| 15  | Katerina Miksová    | Tschechien   | Forward  | 1969        |

#### Bundesliga-Kader 1993/94
| Nr. | Name               | Nationalität       | Position | Geburtsjahr |
| --- | ------------------ | ------------------ | -------- | ----------- |
| 4   | Kirsten Brendel    | Vereinigte Staaten | Center   | 1970        |
| 5   | Dagmar Brozio      | Deutschland        | Forward  | 1964        |
| 6   | Silvia Brozio      | Deutschland        | Forward  | 1972        |
| 7   | Sylvia Schoblacher | Deutschland        | Forward  | 1972        |
| 8   | K. Hicks           | Deutschland        |          |             |
| 9   | Yvonne Musch       | Deutschland        | Forward  | 1969        |
| 10  | Bettina Joos       | Deutschland        |          | 1972        |
| 11  | Ramona Racs        | Deutschland        |          | 1975        |
| 13  | Katrin Joos        | Deutschland        |          | 1975        |
| 14  | Maya Kuchenbecker  | Deutschland        | Forward  | 1970        |

#### Bundesliga-Kader 1986/87
| Nr. | Name              | Nationalität | Position | Geburtsjahr |
| --- | ----------------- | ------------ | -------- | ----------- |
| 4   | Andrea Schwarz    | Deutschland  | Forward  | 1966        |
| 5   | Dagmar Brozio     | Deutschland  | Forward  | 1964        |
| 6   | Karin Schliecker  | Deutschland  | Center   | 1965        |
| 8   | Cornelia Wißler   | Deutschland  | Center   | 1965        |
| 9   | Sabine Ernst      | Deutschland  | Center   | 1961        |
| 10  | Ulrike Selig      | Deutschland  | Forward  | 1964        |
| 11  | Annette Stahmeyer | Deutschland  | Forward  | 1958        |
| 12  | Kerstin Fiur      | Deutschland  | Forward  | 1965        |
| 13  | Ingrid Seidel     | Deutschland  | Forward  | 1966        |
| 14  | Katrin Meinecke   | Deutschland  | Center   | 1967        |

### Turnen

#### 2.-Bundesliga-Kader 2020
| Startnummer | Name              | Nationalität |
| ----------- | ----------------- | ------------ |
| 1           | Elisa Kuen        | Deutschland  |
| 2           | Jessica Schiele   | Deutschland  |
| 3           | Marisa Wiethölter | Deutschland  |
| 4           | Annica Baum       | Deutschland  |
| 5           | Elisa Horn        | Deutschland  |
| 6           | Jenna Dirczka     | Deutschland  |
| 7           | Hedwig Schönborn  | Deutschland  |
| 8           | Nathalie Pohl     | Deutschland  |
| 9           | Olga Burger       | Deutschland  |

#### 2.-Bundesliga-Kader 2019
| Startnummer | Name              | Nationalität |
| ----------- | ----------------- | ------------ |
| 1           | Nicole Fritz      | Deutschland  |
| 2           | Elisa Kuen        | Deutschland  |
| 3           | Jenna Dirczka     | Deutschland  |
| 4           | Elisa Horn        | Deutschland  |
| 5           | Lia Nemeth        | Deutschland  |
| 6           | Maja Schmid       | Deutschland  |
| 7           | Hedwig Schönborn  | Deutschland  |
| 8           | Jessica Schiele   | Deutschland  |
| 9           | Marit Reijnders   | Niederlande  |
| 10          | Sarah Nolle       | Deutschland  |
| 11          | Annica Baum       | Deutschland  |
| 12          | Marisa Wiethölter | Deutschland  |

#### 2.-Bundesliga-Kader 2018
| Startnummer | Name                  | Nationalität |
| ----------- | --------------------- | ------------ |
| 1           | Nicole Fritz          | Deutschland  |
| 2           | Elisa Kuen            | Deutschland  |
| 3           | Sarah Nolle           | Deutschland  |
| 4           | Tabea Preisendanz     | Deutschland  |
| 5           | Tamea Friedl          | Deutschland  |
| 6           | Lea Fussenecker       | Deutschland  |
| 7           | Jenna Dirczka         | Deutschland  |
| 8           | Elisa Horn            | Deutschland  |
| 9           | Lia Nemeth            | Deutschland  |
| 10          | Lia Frasch            | Deutschland  |
| 11          | Muriel Romero Asensio | Deutschland  |
| 12          | Maja Schmid           | Deutschland  |

#### 2.-Bundesliga-Kader 2017
| Startnummer | Name                  | Nationalität |
| ----------- | --------------------- | ------------ |
| 1           | Nicole Fritz          | Deutschland  |
| 2           | Elisa Kuen            | Deutschland  |
| 3           | Muriel Romero Asensio | Deutschland  |
| 4           | Tabea Preisendanz     | Deutschland  |
| 5           | Tamea Friedl          | Deutschland  |
| 6           | Lea Fussenecker       | Deutschland  |
| 7           | Carolin Wiedmann      | Deutschland  |
| 8           | Jenna Dirczka         | Deutschland  |
| 9           | Elisa Horn            | Deutschland  |
| 10          | Mia Kolb              | Deutschland  |
| 11          | Lia Nemeth            | Deutschland  |
| 12          | Sarah Nolle           | Deutschland  |
| 13          | Solveig Herrmann      | Deutschland  |
| 14          | Lia Frasch            | Deutschland  |
| 15          | Dalia Al-Salty        | Ungarn       |

#### 2.-Bundesliga-Kader 2016
| Startnummer | Name             | Nationalität |
| ----------- | ---------------- | ------------ |
| 1           | Nicole Fritz     | Deutschland  |
| 2           | Elisa Kuen       | Deutschland  |
| 3           | Lea Fussenecker  | Deutschland  |
| 4           | Carolin Wiedmann | Deutschland  |
| 5           | Jenna Dirczka    | Deutschland  |
| 6           | Elisa Horn       | Deutschland  |
| 7           | Mia Kolb         | Deutschland  |
| 8           | Lia Nemeth       | Deutschland  |

#### 2.-Bundesliga-Kader 2015
| Startnummer | Name             | Nationalität |
| ----------- | ---------------- | ------------ |
| 1           | Nicole Fritz     | Deutschland  |
| 2           | Elisa Kuen       | Deutschland  |
| 3           | Lea Fussenecker  | Deutschland  |
| 4           | Jenna Dirczka    | Deutschland  |
| 5           | Jessica Schiele  | Deutschland  |
| 6           | Carolin Wiedmann | Deutschland  |
| 7           | Elisa Horn       | Deutschland  |

#### 2.-Bundesliga-Kader 2014
| Startnummer | Name             | Nationalität |
| ----------- | ---------------- | ------------ |
| 1           | Nicole Fritz     | Deutschland  |
| 2           | Elisa Kuen       | Deutschland  |
| 3           | Lea Fussenecker  | Deutschland  |
| 4           | Amelie Bock      | Deutschland  |
| 5           | Jessica Schiele  | Deutschland  |
| 6           | Solveig Herrmann | Deutschland  |

#### 2.-Bundesliga-Kader 2011
| Startnummer | Name               | Nationalität |
| ----------- | ------------------ | ------------ |
| 1           | Nicole Fritz       | Deutschland  |
| 2           | Jessica Schiele    | Deutschland  |
| 3           | Lena Romul         | Deutschland  |
| 4           | Elisa Kuen         | Deutschland  |
| 5           | Amelie Bock        | Deutschland  |
| 6           | Chiara Bosch       | Deutschland  |
| 7           | Leonie Grützmacher | Deutschland  |
| 8           | Selina Frey-Sander | Deutschland  |

#### 2.-Bundesliga-Kader 2008
| Startnummer | Name              | Nationalität |
| ----------- | ----------------- | ------------ |
| 1           | Nicole Fritz      | Deutschland  |
| 2           | Jessica Schiele   | Deutschland  |
| 3           | Lena Romul        | Deutschland  |
| 4           | Anika Müller      | Deutschland  |
| 5           | Sophia Jooß       | Deutschland  |
| 6           | Julia Diestelkamp | Deutschland  |